# Trehkopf (Vogesen)
Der Trehkopf, auch Treh genannt, ist ein Gipfel in den südlichen Vogesen mit einer Höhe von 1266 Metern. Er befindet sich im Bereich des Wintersportortes Le Markstein und ist ein beliebtes Fluggelände für Gleitschirme und Hängegleiter. Das Gelände ist überregional bekannt und regelmäßig Ausrichtungsort verschiedener nationaler und internationaler Wettkämpfe, z. B. die Internationale FAI2 Palz-Alsace-Open.

## Fluggelände
Der Treh ist ein beliebtes Fluggelände für Gleitschirme und Hängegleiter. Es finden sich dort mehrere Startplätze über 1200 Metern, wobei die Startrichtung von Nordwest bis Südwest reicht. Je nach den thermischen Bedingungen ist es möglich, weite Streckenflüge zu absolvieren. Im Tal finden sich einige Landeplätze mit knapp 800 Metern Höhendifferenz, zum Beispiel in Fellering und Oderen. Außerdem ist es aufgrund der großen freien Fläche bei gegebenen Windbedingungen möglich, eine Toplandung durchzuführen.